# Milichia pubescens
Milichia pubescens är en tvåvingeart som beskrevs av Becker 1907. Milichia pubescens ingår i släktet Milichia och familjen sprickflugor. Inga underarter finns listade i Catalogue of Life.